# Por las noches (canción de Los Ronaldos)
Por las noches es el título de una canción de la banda de rock española Los Ronaldos, publicada en 1988.

## Descripción
Se trata del primer single de su segundo LP Saca la lengua. Por las noches es uno de los títulos más conocidos de la banda madrileña, y se ha llegado a afirmar que su publicación supuso la consolidación del grupo en el panorama musical español de la época. Pese a ello, se ha acusado la vacuidad de la letra (...y por las noches, haremos lo de siempre, porque nos gusta y porque nos divierte).

## Versiones
El tema fue versionado por Nacho Montes y Ana Mena en la serie de televisión Vive cantando (2014). Igualmente forma parte de la Banda Sonora Original de la película de Emilio Martínez Lázaro Los 2 lados de la cama (2005).